# 왕종신 (조선)
왕종신(王宗信, ? ~ ?)은 조선 전기의 무신, 군인이다. 고려 효은태자 동양군 왕원의 후손이다. 자(字)는 군실(君實), 본관은 개성(開城)이다. 교서감 증 제용감정 왕미의 증손이며, 한명회의 처조카가 된다. 양녕대군 부인 수성부부인 김씨는 그의 친할머니와 자매간이다. 1477년(성종 8) 평안도 조전절도사의 한 사람으로 북방 야인 정벌에 참여했고, 1479년 어유소(漁有沼), 서거정(徐居正) 등의 건주위 정벌에 오위 우위장으로 출정했으며, 1491년 오위 중위장으로 북정군 도원수 허종(許琮)의 휘하 중위장으로 출정하였다.
1474년(성종 5) 김해부사가 되고 1477년 평안도 조전절도사로 파견되어 야인과 교전하였다. 이듬해 오위장이 되었다가 이종사촌 한보가 부총관이라 상피제에 어긋난다 하여 면직되었다. 1489년 건주위여진 원정에 출전했다. 1481년 경상우도병마절도사로 부임하여 경상도수사 이인충과 함께 왕명으로 다대포와 안골포 사이에 있는 섬 덕도를 개간하였다. 1483년 경상도 병영이 둘로 나뉘면서 경상우도병마절도사가 되었다. 1489년(성종 19) 전라우수사가 됐다가 같은 해 전라좌수사로 부임했다. 이듬해 면직됐지만 곧 작첩을 되돌려받았다. 1489년(성종 10) 회령부사로 부임, 1491년 오위도총부 중위장으로 북정군 원수 이계동의 부관으로 출전했다. 1494년(성종 25) 명나라에 표류된 조선인을 명나라에서 보내준데 대한 감사 사절단의 한 사람으로 고양군 신준(申浚) 등과 성종의 친서를 들고 명나라 북경에 다녀왔다.

## 생애

### 출생과 가계
생년은 미상이다. 고조부는 고려 공민왕 때 홍건적 토벌에 참여한 왕복명이고, 증조부는 고려 교서감이고 사후 증 제용감정에 추증된 왕미이며, 할아버지는 봉상시사 증 공조참의 왕효곤(王孝坤)이고, 할머니는 광산김씨로 증 좌의정 광산군 김한로(金漢老)의 딸이며, 아버지는 군수를 지낸 왕지덕(王地德)이고, 어머니는 여흥민씨로 중추원판사 증 의정부우의정에 추증된 민대생(閔大生)의 셋째 딸이다. 어머니 여흥민씨는 한명회의 처 민씨의 여동생이며 권신 상당부원군 한명회는 그의 이모부가 된다. 예종의 원비로 인성대군 분(仁城大君 糞)의 생모 장순왕후 한씨, 성종의 원비 공예왕후 한씨 자매는 왕종신과 이종 사촌간이 된다.
아버지 왕지덕의 관직은 안동권씨성화보(安東權氏成化譜), 문화류씨가정보(文化柳氏嘉靖譜) 등에 의하면 군사(郡事)로 되어 있다. 가선대부 호조참판은 실제 역임한 관직인지 그가 병마절도사, 수군절도사를 역임했거나, 그의 형 왕종인이 경상도병마절도사에 올라서 추증된 관직인지 여부는 알 수 없다. 고려 태조 왕건과 고려 개국공신 유금필의 딸 동양원부인 유씨의 차남 효은태자 동양군 왕원(孝隱太子 東陽君 王垣)의 차남 온결공 왕정(溫潔公 王禎, 다른 이름은 왕유(王裕))의 후손이다.
할아버지 왕효곤은 녹봉상시사를 지내고 사후 증 공조참의에 추증됐으며, 그밖에 문화류씨가정보에 의하면 주부(主簿)를 역임했다. 친할머니 광산김씨는 김한로의 둘째 딸인데, 셋째 딸이며 태종 이방원의 장남 양녕대군 제의 부인 수성부부인 김씨(隨城府夫人 金氏)의 친언니였다. 또한 왕종신의 딸 중 1명은 익안대군 방의의 4대손 이익번과 혼인했다.
형 왕종인은 호군(護軍), 경상도병마절도사를 역임했으며, 한때 알 수 없는 이유로 고신을 박탈당했으나 [[1468년](세조 14) 7월 21일 고신을 되돌려받았다. 형 왕종의는 생원으로 봉직서령과 세마를 역임했다. 왕종의의 셋째 아들 왕무(王懋)는 태종 이방원의 10번째 서자 희녕군 이타(熙寧君 李柁)의 손녀이자 곡강도정 이게(曲江都正 李垍)의 딸과 혼인했다. 형 왕종례는 강릉부사, 형 왕종지는 병사를 역임했다 하나 넷째 형 왕종지는 기록이 없다. 누이 1명은 참봉 박광제(朴光濟)에게 출가했다. 박광제는 밀양박씨로 참판 박이공(朴以恭)의 아들이며, 아들은 박성임(朴聖任)이다.

### 초기 활동
무과에 급제, 1466년(세조 12) 세조의 명으로 한계미(韓繼美), 황치신(黃致身), 허형손(許亨孫) 등과 각각 여러 병사를 이끌고 내원(內苑)에서 습진(習陣)하였다. 1474년(성종 5) 후원에서 신하들을 대상으로 한 관사에서 화살을 많이 맞춘 신하를 상 줄때, 무신 중 화살을 많이 맞추어 상을 받았다. 그해 통정 대부(通政大夫) 행 김해 부사(行金海府使)로 부임하였다.
1476년 경상도의 영노(營奴) 쇠똥이[牛屎]의 무고를 듣고 경상도(慶尙道) 울산군(蔚山郡)의 고자(庫子) 불생(佛生)·보견(甫見) 등 10명을 처벌했다가, 그해 6월 12일 불생, 보견 등의 심리에 참여한 관원을 파면할 때 언양 현감(彦陽縣監) 김치리(金致利)·경주 판관(慶州判官) 조달생(趙達生)·동래 현령(東萊縣令) 이근효(李根孝) 등과 함께 파면당했다.

### 여진족 원정에 참여
1477년(성종 8) 평안도 도순찰사(平安道都巡察使)에 임명된 예조판서 허종(許琮)의 당상관(堂上官) 군관(軍官) 8인 중 한 사람으로 선발되어 평안도를 다녀왔다. 1478년 오위장(五衛將)이 되었다가 그의 이종사촌 한보(韓堡)가 부총관이므로, 사헌부 대사헌(司憲府大司憲) 윤효손(尹孝孫)에게 상피제에 어긋난다는 이유로 논핵을 받고 면직되었다.
1479년 10월 12일 명나라의 원군 파병 요청으로 어유소가 1만 군사를 이끌고 건주위 여진족을 공략할 때, 그는 서거정(徐居正)의 부관으로 출정했다. 11월 4일 소삭주(小朔州)에 도착하여 서거정에 의해 우위장(右衛將)으로 임명되었다. 건주위 여진족과 교전하였으나 어유소 등이 회군하면서 도로 한성으로 되돌아왔다.
1480년(성종 11) 1월 서정에 공을 세운 장수들을 포상할 때, 가선대부 행 호군(護軍)에 제수되었다. 그해 사헌부 장령(司憲府掌令) 이인석(李仁錫)이 사사로운  죄를 짓고 파면된 관원들을 서용했다며 이의를 제기했으나 왕이 듣지 않았다.
그해 9월 성종의 명으로 순찰사 허종의 부장으로 김계정(金繼貞) 등과 조전절도사의 한 사람에 선발되어 평안도에 파견되었다.
1481년 가선대부 경상우도 병마 절도사(慶尙右道兵馬節度使)로 부임하였다. 곧, 평안도절도사에 임명된 이극균 등과 입궐, 사직을 청했으나 왕이 듣지 않았다. 1482년 성종의 명으로 수군 절도사(水軍節度使) 이인충(李仁忠)과 함께 다대포(多大浦)의 서쪽, 안골포(安骨浦)의 동쪽에 있는 덕도(德島)의 개간을 명받았다.
1483년(성종 14) 경상도 병영이 경상우병영, 경상좌병영으로 나뉘면서 그는 경상우도병마절도사가 됐다. 그해 1월 성종의 왕명으로 경상도 관찰사(慶尙道觀察使) 김자정(金自貞)·경상좌도 병마 절도사(慶尙左道兵馬節度使) 윤말손(尹末孫) 등과 함께, 경상도 병영, 수영이 모두 울산에 있다는 이유로 병영, 수영 중에서 선택해 울산에서 다른 지역으로 옮기는 것을 논의하도록 지시받았다.
1488년 왕명으로 평안도 경원(慶源)·회령(會寧)·종성(鍾城)·경흥(慶興)·온성(穩城) 5진 밖에 거주하는 야인 알타리(斡朶里) 등이 거주하는 곳에 토성을 쌓고 방비하는 일을 논의하는데 참여하였다. 1489년 가선 대부(嘉善大夫) 전라우도 수군 절도사(全羅右道水軍節度使)로 부임하였다. 그해 오위장(五衛將) 정석례(鄭錫禮), 최호원(崔灝元) 등에게 '부장(部將) 이계희(李季禧)는 나의 가까운 친족(親族)이나, 군사(軍士)를 풀어 면포(綿布)를 거두니, 간사하고 욕심이 많은 불초(不肖)한 사람이다(部將李季禧是我隣族. 然放軍士收綿布 奸貪不肖人也)'라고 비방한 것이 물의가 되어 의금부에서 정석례가 추고당했다.

### 생애 후반
1489년 11월 전라좌도수군절도사로 부임하였다.
1490년 7월 왕명으로 직첩을 되돌려받았다. 그해 왕명으로 인재를 천거할 때 정문형(鄭文炯)의 추천을 받았다. 그해 11월 10이 가선대부(嘉善大夫) 행 회령 부사(行會寧府使)로 부임하였다.
1491년 오위 중위장 재직 중, 북정군 도원수 이계동의 부관의 한 사람으로 북정에 출전하였다. 오위(五衛)의 중위장(中衛將)으로 부오(部伍)를 나누어 들어갔다. 이때 그의 아들 왕담(王曇)도 함께 북정군에 출전 중이었다. 이때 북정군에 출정한 장수들이 성종에게 보고하지 않고 임의로 자제, 외손을 데려간 일로 성종이 계속 문의하였다. 1492년 1월 북정일기에 그가 적의 근거지를 불사른 것으로 보고되었다. 그러나 이는 북정군 부원수 이계동이 허종(許琮)이, 정유지(鄭有智)·엄귀손(嚴貴孫)·허희(許熙) 등이 한 것을 그가 했다고 임의로 고쳤다가 뒤에 드러나 성종에게 추궁당했다.
1494년 명나라가 조선인 표류인을 조선으로 보내주자, 첨지중추부사(僉知中樞府事) 재직 중 사은사 부사에 임명되어 성종이 친필로 써준 표문(表文)과 전문(箋文)을 받들고 고양군(高陽君) 신준(申浚) 등과 함께 중국 북경을 방문, 사은(謝恩)하였다. 병조참판에 이르렀다. 사망일자와 사망원인은 미상이다.
묘소는 경기도 과천군 고조현(高照峴) 고개 묘좌(卯坐)에 쌍분으로 있으며, 묘 앞에는 백비(白碑)가 세워졌다. 묘소에 백비를 세운 이유는 알려져있지 않다.

## 가족 관계
- 할아버지 : 왕효곤
- 할머니 : 광산김씨, 광산군 김한로의 차녀, 양녕대군 제의 부인 수성부부인 김씨의 언니
- 아버지 : 왕지덕(王地德)
- 어머니 : 여흥민씨, 중추원판사 민대생(閔大生)의 셋째 딸, 한명회의 처형
- 부인 : 인천이씨(仁川李氏, ? ~ ?), 군수 이계동(李繼童)의 딸, 북정군 부원수와는 동명이인이다.
  - 아들 : 왕담(王曇), 생원, 호조정랑, 비안현감 역임

- - 며느리 : 양성이씨(陽城李), 감찰 이원정(李元楨)의 딸
  - 며느리 : 전주이씨, 부장 이계종(李繼宗)의 딸, 왕담의 삼처, 소생 2남
    - 손자 : 왕언박(王彦博), 왕종지의 아들 왕장(王璋)의 양자로 출계, 의령 거주
    - 손자 : 왕언굉(王彦宏), 과천 거주

  - 딸 : 개성왕씨
  - 사위 : 이익번(李益蕃, 부호군), 천읍군 이천(川邑君 李倩)의 아들, 익안대군 방의 4대손
    - 외손자 : 이경(李璟), 현령
    - 외손자 : 이규(李珪)

## 기타
형 왕종례의 아들 왕찬의 장남 왕순손의 아들이 숭의전사로 봉직하게 된 왕훈이다. 왕순례의 가계가 단절된 이후 숭의전의 봉사손을 정하는 일을 두고 한때 논란이 있었다.

## 같이 보기
- 한명회
- 한보
- 왕미
- 신숙주
- 효은태자
- 장순왕후
- 공예왕후

## 참고 문헌
- 성종실록
- 사가정집
- 연경재전집